# Tachymetrie

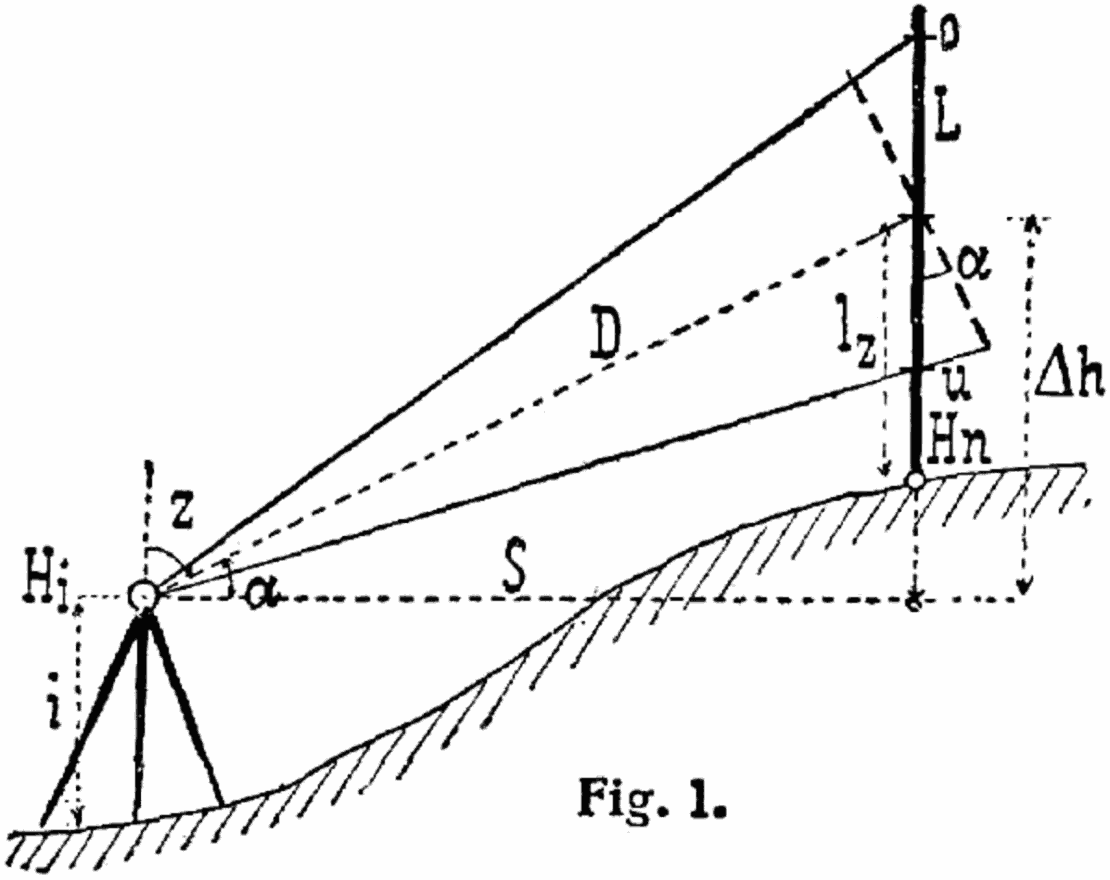
Schéma nitkové tachymetrie

Tachymetrie je geodetická metoda měření, při které se určuje zároveň poloha i výška bodů. Měření je rychlé, ale má nižší přesnost. Zaznamenává se horizontální a vertikální úhel a vzdálenost na měřený bod. Z těchto údajů je určena poloha bodů pomocí polárních souřadnic a trigonometricky výška.

## Rozdělení tachymetrie

### Nitková tachymetrie
Starší metoda, při které se používá teodolit s nitkovým dálkoměrem, tzv. tachymetr a tachymetrická, nebo nivelační lať. Vzdálenost se odečítá na lati pomocí dálkoměrných rysek. Lze použít i autoredukční tachymetr, který určuje přímo vodorovnou vzdálenost, nebo diagramový tachymetr, určující přímo vodorovnou vzdálenost a převýšení.

### Digitální tachymetrie
Měří se pomocí totální stanice a odrazného hranolu. Vzdálenost je měřena laserovým dálkoměrem. Oproti nitkové tachymetrii je tato metoda rychlejší i přesnější.

## Využití tachymetrie
Především k polohopisnému a výškopisnému mapování určitého území. Měření probíhá ze vhodně zvolených stanovisek (s ohledem na viditelnost a vzdálenost), určených např. polygonovým pořadem. Z výsledků měření je možné vyhotovit mapu s vrstevnicemi.